# Adam Hicks
Adam Hicks (Las Vegas, 28 de novembro de 1992) é um ator, rapper, cantor, compositor e dançarino norte-americano. Ficou conhecido pelo personagem Luther da Série Zeke & Luther do Disney XD, e tambem por estrelar ao lado de Bridgit Mendler o filme Disney Channel Lemonade Mouth em 2011. Em 2010 Adam Hicks fez uma participação especial no programa Zapping Zone do Disney Channel Brasil.

## Carreira
Hicks teve um papel recorrente em Tito e teve papéis em vários filmes e séries de televisão antes de jogar a liderança na How to Eat Fried Worms. Ele, então, apareceu em Mostly Ghostly: Who Let the Ghosts Out? ao lado de muitos outras estrelas da Disney. Em 2009, ele pegou o papel de protagonista como Luther como Zeke & Luther. Em 2011, ele estrelou em Lemonade Mouth como Wendell "Wen" Gifford. Ele co-estrelou em Par de Reis como Rei Boz, substituindo Mitchel Musso  como Rei Brady. Em agosto, gravou o filme Little Savages, e em outubro, ele fez uma participação em CSI, como Tyler Banks. Em 2016, fez o papel de Diesel na série Freakish.

## Carreira Musical
Hicks gravou um remake da canção U Can't Touch This com o colega Daniel Curtis Lee de Zeke and Luther. O vídeo da música para a canção foi mostrado 29 de junho de 2009 no Disney XD. Ele fez um remix da canção "In the Summertime" de Mungo Jerry. No final de 2010 ele escreveu e gravou a canção v, com Ryan Newman. No início de 2011 ele lançou uma canção chamada "Dance For Life", com Drew Seeley para a série original do Disney Channel, Shake It Up, que foi destaque no Shake It Up: Break It Down. Hicks escreveu os rap das faixas "Determinate", "Breakthrough"e "Livin 'On a High Wire" para  Lemonade Mouth. Ele também tem um videoclipe com Chris Brochu chamado "We Burnin 'Up". Na maioria de suas canções, Hicks se apresenta como A-Plus. Ele atualmente assinou contrato com a Walt Disney Records. Em outubro de 2012, ele gravou uma canção para o novo livro Lemonade Mouth Puckers Up intitulado "Don't Stop The Revolution" com Hayley Kiyoko, Naomi Scott e Chris Brochu. Em abril de 2013, ele gravou um videoclipe com Cara Onofrio, chamada "One Life". Adam também tem outros singles, chamados “Las Vegas (My City)”, “Feelin' That Way” e já ajudou a fazer uma musica Comba ex-participante do X-Factor, Nathalie Hernandez, chamada “You In Mt Life”. Em 28 de Outubro de 2022, Hicks lançou seu single de estreia chamado "Chosen One", sendo seu primeiro single como artista solo.

## Prisão
No dia 24 de janeiro de 2018, o ator foi preso em San Fernando Valley sobre suspeita de ser autor de uma série de assaltos à mão armada junto com sua namorada. Os dois exigiam dinheiro, celulares e outros objetos de valor. Suas principais vitimas eram mulheres com cerca de 70 anos.

## Filmografia

### Séries
| Ano       | Série                          | Personagem     | Notas                            |
| --------- | ------------------------------ | -------------- | -------------------------------- |
| 1999-2002 | Titus                          | Jake           | Série de TV; 18 episódios        |
| 2002      | Malcolm in the Middle          | Bobbie         | 1 episódio                       |
| 2005      | Zoey 101                       | Sean           | 3 episódios                      |
| 2007      | Chuck                          | Dylan          | 1 episódio                       |
| 2009-2013 | Zeke & Luther                  | Luther Waffles | Protagonista, Série de TV        |
| 2010      | JONAS LA                       | DZ             | Secundário (creditado no final.) |
| 2010      | Zapping Zone                   | Ele Mesmo      | Participação Especial            |
| 2012-2013 | Pair of Kings                  | Boz Duke       | Protagonista                     |
| 2013      | CSI: Crime Scene Investigation | Tyler Banks    | 1 Episódio                       |
| 2015      | Texas Rising                   | Truett Fincham | 2 Episódios                      |
| 2016-2017 | Freakish                       | Diesel         | Protagonista                     |

### Filmes
| Ano  | Filme                             | Personagem            | Notas                                          |  |
| ---- | --------------------------------- | --------------------- | ---------------------------------------------- |  |
| 2004 | The Funkhousers                   | Robbie Funkhouser     | Filme de TV                                    |  |
| 2005 | Down And Derby                    | Brady Davis           |                                                |  |
| 2005 | The 12 Dogs of Christmas          | Mike Stevens          |                                                |  |
| 2006 | Click                             | Garoto no jardim      | Figurante                                      |  |
| 2006 | The Shaggy Dog                    | Tommy                 |                                                |  |
| 2006 | How to Eat Fried Worms            | Joe Ambus             | Antagonista                                    |  |
| 2009 | Zeke & Luther em: Duelos Bizarros | Luther Waffles        | Curtas-Metranges da série Zeke & Luther        |  |
| 2011 | Lemonade Mouth                    | Wendell "Wen" Gifford | Protagonista, Filme Original do Disney Channel |  |
| 2015 | The Boy Next Door                 | Jason Zimmer          |                                                |  |
| 2015 | Up on the Wooftop                 | Toby (Voz)            |                                                |  |
| 2016 | Little Savages                    | Billy                 |                                                |  |
| 2018 | Windsor                           | Clint                 |                                                |  |